# Dimorphocoris beieri
Dimorphocoris beieri Wagner, 1965 је врста стенице која припада фамилији Miridae.

## Распрострањење
Род Dimorphocoris је присутан на Палеарктику са 56 врста. Распрострањен је од Медитерана до централне Азије, као и у источној Африци. На Балканском полуострву насељава високопланинске ливаде Динарида, Родопских планина, планине Пинд и песковита приобална станишта неких медитеранска острва.
Dimorphocoris beieri је до сада забележен на подручју Црне Горе и Србије.

## Опис
Врсте из рода Dimorphocoris делимо на две групе "gracilis" и "lateralis". Основна карактеристика групе "gracilis"  јесте да су мужјаци дугокрили (макроптерни) а женке краткокриле (брахиптерне), док су код "lateralis" групе јединке оба пола краткокриле (брахиптерне). Врста D. beieri спада у  "gracilis"  групу. Врста има карактеристичну светло-смеђе или сиву боју тела, као и већина врста рода Dimorphocoris, тело је прекривено густим длакама. За тачну идентификацију неопходан је преглед гениталног апарата мужјака (парамера). Величина тела је око 5 mm.
Ова врста је ендем Балканског полуострва која има дисјунктан ареал као и већина врста овог рода. D. beieri је у Србији забележен на локалитету Велики Стрешер на висини од преко 1600 метара надморске висине, први налази су из лета 2019. године. Велики Стрешер је и највиши врх планине Варденик и овај локалитет представља типично станиште за врсте овог рода на Балкану (високопланинске ливаде). Поред планине Варденик присуство ове врсте је потврђено и на планини Дурмитор у Црној Гори.

## Галерија
- дугокрили мужјак
- длакавост тела